# John Caine (Leichtathlet)
John Caine (* 7. Juni 1946) ist ein ehemaliger britischer Langstreckenläufer.
1970 wurde er für England startend bei den British Commonwealth Games in Edinburgh Fünfter über 10.000 Meter.

## Persönliche Bestzeiten
- 5000 m: 13:46,8 min, 16. August 1969, Middlesbrough
- 10.000 m: 28:27,61 min, 18. Juli 1970, Edinburgh